# William Merz
William Merz, (Red Bud, 25 de abril de 1878 – Overland, 17 de março de 1946) foi um atleta que competiu em provas de ginástica artística e também no atletismo pelos Estados Unidos.
Merz ingressou no ginásio norte-americano Concordia Turnverein para disputar os Jogos de St Louis pela equipe. Contudo, subiu ao pódio apenas individualmente. Na prova das argolas, superado pelo compatriota Herman Glass, conquistou a medalha de prata. Adiante, no salto sobre o cavalo, novamente superado por compatriotas - Anton Heida e George Eyser - foi o terceiro colocado, resultados repetidos nos exercícios combinados e no cavalo com alças. Em outro esporte, relacionado na época com a ginástica, foi ainda medalhista de bronze, nas provas de campo do atletismo.